# Associazione Sportiva Bisceglie 1913 Don Uva Associazione Polisportiva Dilettantistica 2016-2017
Questa voce raccoglie le informazioni riguardanti l'Associazione Sportiva Bisceglie 1913 Don Uva Associazione Polisportiva Dilettantistica nelle competizioni ufficiali della stagione 2016-2017.

## Risultati

### Serie D - Girone H

#### Girone di andata
| 4 settembre 2016, ore 15:00 CEST 1ª giornata | AZ Picerno     | 0 – 0 referto | Bisceglie | Stadio Donato Curcio (700 spett.)\| Arbitro: \| Arena (Roma 1) \| |
| Arbitro:                                     | Arena (Roma 1) |               |           |                                                                   |

| Arbitro: | Falasca (Pescara) |

|                                        |           |                                         |
| Lattanzio 37’, 89’ (rig.) Montaldi 77’ | Marcatori | 21’ Cioffi 49’ Ciaramelletti 80’ Valido |

| Arbitro: | Clerico (Torino) |

|  |           |                                         |
|  | Marcatori | 20’ Lattanzio 43’ Agodirin 65’ Montaldi |

| Arbitro: | Acampora (Ercolano) |

|                            |           |                    |
| Lattanzio 34’ Montaldi 38’ | Marcatori | 84’ (rig.) Rabbeni |

| Arbitro: | Testi (Livorno) |

|               |           |  |
| Guadalupi 58’ | Marcatori |  |

| Arbitro: | Kumara (Verona) |

|              |           |  |
| Agodirin 10’ | Marcatori |  |

| Arbitro: | Ancora (Roma 1) |

|                      |           |            |
| Coccia 30’ Bozzi 89’ | Marcatori | 20’ Risolo |

| Arbitro: | Giovanni |

|                                         |           |                     |
| Agodirin 54’ Lattanzio 75’ Montaldi 83’ | Marcatori | 8’ (rig.) Artistico |

| Arbitro: | Salama (Ostia) |

|                          |           |                                         |
| Lobosco 22’ Testardi 81’ | Marcatori | 7’ Montinaro 51’ Lattanzio 78’ D'Aiello |

| Arbitro: | Cosso (Reggio Calabria) |

|                                |           |                    |
| Lattanzio 37’ (rig.) Petta 90’ | Marcatori | 15’ (rig.) Tajarol |

| Arbitro: | Esposito |

|                        |           |                           |
| Marino 72’ Sekkoum 90’ | Marcatori | 48’ Montinaro 76’ Velardi |

| Arbitro: | Gualtieri (Asti) |

|              |           |            |
| Montaldi 59’ | Marcatori | 78’ Ungaro |

| Arbitro: | Giordano (Novara) |

|              |           |                                             |
| Silvagni 59’ | Marcatori | 20’, 55’ Risolo 40’ Partipilo 43’ Lattanzio |

| Arbitro: | Bonassoli |

|                            |           |           |
| Montaldi 41’ Partipilo 65’ | Marcatori | 23’ Ciano |

| Arbitro: | Scordo (Novara) |

|              |           |                                               |
| Federici 19’ | Marcatori | 36’, 63’ Montaldi 47’ Montinaro 73’ Lattanzio |

| Arbitro: | Colombo (Como) |

|              |           |            |
| Montinaro 2’ | Marcatori | 53’ Alvino |

| Arbitro: | Tremolada (Monza) |

|              |           |                         |
| Cherillo 45’ | Marcatori | 33’ Montaldi 74’ Cioffi |

#### Girone di ritorno
| Arbitro: | Monaco (Termoli) |

|              |           |             |
| Montaldi 85’ | Marcatori | 78’ Tedesco |

| Arbitro: | Cassella (Bra) |

|  |           |                                |
|  | Marcatori | 36’ D'Aiello 42’, 87’ Montaldi |

| Arbitro: | Rossetti (Ancona) |

|           |           |                           |
| Petta 15’ | Marcatori | 9’ Palmisano 43’ Patierno |

| Arbitro: | Centi (Viterbo) |

|  |           |               |
|  | Marcatori | 11’ Montinaro |

| Arbitro: | Gualtieri (Asti) |

|              |           |  |
| Montaldi 83’ | Marcatori |  |

| Arbitro: | Testi (Livorno) |

|               |           |              |
| Cappiello 84’ | Marcatori | 57’ Montaldi |

| Arbitro: | Angelucci (Foligno) |

|                             |           |                             |
| Diop 20’ Montinaro 22’, 86’ | Marcatori | 34’ (rig.) Porta 81’ Coccia |

| Arbitro: | Vimercati |

|             |           |                                        |
| Mancini 21’ | Marcatori | 14’ Partipilo 30’ Lattanzio 60’ Risolo |

| Arbitro: | Arace (Lugo) |

|                            |           |              |
| Lattanzio 23’ Montaldi 68’ | Marcatori | 41’ Del Duca |

| Arbitro: | Clerico (Torino) |

|                    |           |                           |
| Tajarol 70’ (rig.) | Marcatori | 59’ (rig.), 67’ Lattanzio |

| Arbitro: | Maninetti (Lovere) |

|               |           |  |
| Lattanzio 57’ | Marcatori |  |

| 2 aprile 2017, ore 15:00 CEST 29ª giornata | Potenza         | 0 – 0 referto | Bisceglie | Stadio Alfredo Viviani\| Arbitro: \| Fontani (Siena) \| |
| Arbitro:                                   | Fontani (Siena) |               |           |                                                         |

| Arbitro: | Catastini (Pisa) |

|                                   |           |  |
| Diop 15’ Montaldi 31’ Petitti 63’ | Marcatori |  |

| Arbitro: | Perenzoni (Rovereto) |

|                |           |                            |
| Sorrentino 86’ | Marcatori | 50’ Montaldi 87’ Lattanzio |

| Arbitro: | D'amato (Siena) |

|                        |           |             |
| Montaldi 23’ Petta 43’ | Marcatori | 48’ Damiani |

| Arbitro: | Bitonti (Bologna) |

|  |           |           |
|  | Marcatori | 83’ Petta |

| Arbitro: | Paolo |

|                                                          |           |            |
| Montaldi 11’, 27’, 53’ Diop 30’ Lattanzio 42’ Cerone 74’ | Marcatori | 77’ Tolino |

### Poule scudetto
| Arbitro: | Gualtieri (Asti) |

|  |           |                        |
|  | Marcatori | 49’ Montaldi 62’ Petta |

| Arbitro: | Bitonti (Bologna) |

|               |           |                |
| Partipilo 55’ | Marcatori | 20’ Savanarola |

| Arbitro: | Colombo (Como) |

|                                                            |                      |                                                                   |
| Lattanzio 23’ Raucci 73’                                   | Marcatori            | 54’ Broso 90’ Forte                                               |
| Lattanzio Posillipo Raucci Petta Miale Petitti Diop Risolo | Tiri di rigore 6 – 7 | Forte Venturini Innocenti Pregnolato Broso Selleri Rrapaj Venturi |

### Coppa Italia Serie D
| 28 agosto 2016, ore 20:30 CEST Primo turno | Bisceglie       | 3 – 0 | Gravina | \| Arbitro: \| Tolve (Salerno) \| |
| Arbitro:                                   | Tolve (Salerno) |       |         |                                   |

| 28 settembre 2016, ore 16:00 CEST Trentaduesimi di finale | Nardò            | 0 – 3 a tavolino | Bisceglie | \| Arbitro: \| Festa (Avellino) \| |
| Arbitro:                                                  | Festa (Avellino) |                  |           |                                    |

| Arbitro: | Longo (Paola) |

|  |                      |  |
|  | Tiri di rigore 4 – 3 |  |

| Arbitro: | Trischitta (Messina) |

|  |           |           |
|  | Marcatori | 83’ Miale |

| Arbitro: | Ruggiero (Roma 1) |

|                             |           |           |
| Partipilo 42’ Montinaro 60’ | Marcatori | 86’ Longo |

| 1º marzo 2017, ore 14:30 CET Semifinale - andata | Bisceglie         | 0 – 0 | Albalonga | \| Arbitro: \| Bitonti (Bologna) \| |
| Arbitro:                                         | Bitonti (Bologna) |       |           |                                     |

| Arbitro: | Tolve (Salerno) |

|                                                          |           |              |
| Succi 8’ Magliocchetti 47’ Gurma 62’ Giannone 79’ (rig.) | Marcatori | 56’ D'Aiello |